# Piirsalu
Piirsalu (německy Pirsell) je vesnice v estonském kraji Läänemaa, samosprávně patřící do obce Lääne-Nigula.